# Emmanouil Mylonakis
Emmanouil "Manolis" Mylonakis (grekiska: Εμμανουήλ "Μανώλης" Μυλωνάκης), född 9 april 1985, är en grekisk vattenpolospelare. Han ingick i Greklands landslag vid olympiska sommarspelen 2008 och 2012.
Mylonakis spelade åtta matcher och gjorde tre mål i herrarnas vattenpoloturnering i samband med de olympiska vattenpolotävlingarna 2008 i Peking. Han spelade fem matcher och gjorde två mål i herrarnas vattenpoloturnering i samband med de olympiska vattenpolotävlingarna 2012 i London. Mylonakis är bror till vattenpolomålvakten Anthoula Mylonaki.